# Trouble Maker (EP)
Trouble Maker (em coreano: 트러블메이커) é o mini-álbum de estréia da dupla sul-coreana Trouble Maker, que consiste em Hyunseung (a.k.a. JS) do B2ST e HyunA do 4minute.
Lançado em 1º de dezembro de 2011, o mini-álbum marca a primeira colaboração entre os dois longe de seus grupos. A dupla promoveu o álbum extensivamente, incluindo inúmeras apresentações. A canção "Trouble Maker" foi usada para promover o EP. A canção também foi performada no 2012 MAMA Awards. A canção ganhou o prêmio de Melhor Colaboração no 14th Mnet Asian Music Awards.

## Antecedentes
O mini-álbum é composto por 4 faixas, a faixa-título "Trouble Maker", uma balada chamada "The Words I Don't Want to Hear", uma canção colaborativa de HyunA e Rado chamada "Time", e uma música solo de Hyunseung chamada "Don't You Mind".
Trouble Maker ganhou um prêmio no M! Countdown para sua canção "Trouble Maker". A canção também ganhou o Mutizen Song no Inkigayo em 8 de janeiro de 2012. Em 31 de dezembro de 2012, a canção já tinha ultrapassado 4.408.787 de downloads pagos.

## Promoção e lançamento
Em 24 de novembro de 2011, a Cube Entertainment anunciou que Hyunseung e HyunA formariam uma sub-unidade. A agência também divulgou o álbum de fotos da dupla para o seu auto-intitulado mini-álbum Trouble Maker. A foto apresenta um conceito de festa privada que mostra Hyuna e Hyunseung vestidos com ternos pretos.
Em 26 de novembro de 2011 Trouble Maker divulgou a lista de músicas para o então novo álbum de estréia, assim como um teaser de áudio. Hyuna e Hyunseung também performaram no 2011 Mnet Asian Music Awards para promover o álbum, apresentando uma dança provocante e que se acreditava ser um beijo íntimo, forçando a Cube Entertainment fazer uma declaração oficial de que "[o] beijo não foi boca na boca, mas na verdade lábios no rosto."
Trouble Maker revelou seu primeiro mini-álbum no dia 1 de dezembro de 2011.
Em 6 de dezembro de 2011 Hyunseung e HyunA se apresentaram como Trouble Maker no concerto United Cube em Londres, como parte de sua turnê promocional. Eles, então, foram para o Brasil uma semana depois.
Após as promoções para Trouble Maker começarem, um grande número de fãs reclamaram da coreografia picante de Hyunseung e HyunA, e a dupla também foram forçados a mudar sua rotina de dança devido ser considerada muito sexy para a transmissão nacional, com uma nova coreografia entrando em vigor a partir de 9 de dezembro no Music Bank.
Desde o seu lançamento, tornou-se um sucesso instantâneo e sua popularidade disparou. Inúmeras celebridades parodiaram "Trouble Maker", como em Dream High, onde Kahi e ator Kim Jung Tae performaram "Trouble Maker" no palco. De programas de TV, shows, programas de premiação e mais, é comum ver paródias da dupla, mostrando o quão grande a impressão de Hyunseung e HyunA foi feita na indústria.

## Vídeos musicais
O primeiro vídeo teaser da música foi lançado em 28 de novembro de 2011, enquanto o segundo foi lançado em 29 de novembro de 2011. O vídeo da música foi lançado em 1 de dezembro de 2011.
O vídeo "Trouble Maker" toca no tema de gato e rato. Situado em um hotel luxuoso, o vídeo é repleto de jogo arma e tensão sexual, com Hyunseung e HyunA "espionando" um ao outro. No final do vídeo da música, HyunA deixa o quarto do hotel em chamas, prendendo Hyunseung. Hyunseung então atira em HyunA com uma arma antes que ela possa sair. Em 27 de outubro de 2013 a dupla lançou o vídeo da música Now, que é um vídeo que mostra Hyunseung e HyunA discutindo e se beijando nas cenas.

## Lista de faixas
| N.º            | Título                                               | Letras                            | Duração |  |
| 1.             | "Trouble Maker"                                      | Shinsadong Tiger, LE(EXID) & Rado | 3:40    |  |
| 2.             | "The Words I Don't Want To Hear" (듣기 싫은 말)      | Rado                              | 3:26    |  |
| 3.             | "Time" (Hyuna feat. Rado)                            | Rado                              | 3:30    |  |
| 4.             | "Don't You Mind" (아무렇지 않니) (solo de Jay Stomp) | Chun Goon                         | 2:59    |  |
| Duração total: | Duração total:                                       | Duração total:                    | 13:25   |  |

## Desempenho nas paradas
| Gráfico              | Melhores posições |
| -------------------- | ----------------- |
| Gaon gráfico semanal | 2                 |
| Gaon gráfico mensal  | 3                 |

| Gráfico             | Vendas                 |
| ------------------- | ---------------------- |
| Gaon vendas físicas | 36,427 (Coréia do Sul) |

| "Trouble Maker"                  | 1   | 2  |
| "The Words I Don't Want to Hear" | 53  | 52 |
| "Time"                           | 99  | —  |
| "Don't You Mind"                 | 107 | —  |

Gráficos de fim de ano
| Gráfico (2011)      | Notas               |
| ------------------- | ------------------- |
| Gaon Download chart | 4,404,544 downloads |